# The Infographics Show
The Infographics Show ist ein überwiegend englischsprachiger YouTube-Kanal, der sich mit aktuellen Themen wie Politik, Wirtschaft, Gesellschaft und Unterhaltung in Form animierter Lehrvideos befasst. 

## Geschichte
Der Kanal wurde am 26. Februar 2011 von dem slowenischen Grafik-Designer Andrej Preston (* 1986) gegründet, der 2007 nach Kalifornien gezogen war. Zum Erstellen der Videos wird Adobe After Effects benutzt. Mittlerweile werden täglich neue Videos hochgeladen.
2017 wurde der Kanal mit einem silbernen YouTube Creator Award ausgezeichnet.
Seit 2020 gibt es Videos in spanischer und seit 2022 in deutscher Sprache.